# Mariner 2
La Mariner 2 fou la segona sonda espacial del programa Mariner de la NASA. El seu objectiu fou un sobrevol del planeta Venus.
La sonda consistia en un mòdul hexagonal de 100 cm, al qual s'unien els panells solars, les perxes d'instruments i les antenes. Els instruments científics de la Mariner 2 eren dos radiòmetres (d'infraroigs i de microones) muntats en una plataforma basculant, un sensor de micrometeorits, un sensor de plasma solar, un detector de partícules carregades i un magnetòmetre. L'objectiu era mesurar la distribució de temperatures de la superfície de Venus i realitzar algunes mesures bàsiques de l'atmosfera. A causa de la densa capa de núvols no s'inclogué cap càmera.

## Missió i resultats científics
La Mariner 2 fou llençada el 27 d'agost de 1962 amb un coet llançador Atlas-Agena i trigà 3 mesos i mig en arribar a Venus. Durant el camí mesurà per primera vegada el vent solar, un flux de partícules carregades procedent del Sol. També detectà pols interplanetària, més escassa del que es pensava, i raigs còsmics procedents de l'exterior del sistema solar. La sonda sobrevolà Venus el 14 de desembre de 1962 i determinà que el planeta té capes de núvols freds i una superfície extremadament calenta sotmesa a una gran pressió atmosfèrica. La darrera transmissió des de la sonda es produí el 3 de gener de 1963; posteriorment la Mariner 2 es quedà en una òrbita heliocèntrica, on actualment es troba, ja sense energia.